# Богата (Бакеу)
Богата (рум. Bogata) — село у повіті Бакеу в Румунії. Входить до складу комуни Дофтяна.
Село розташоване на відстані 210 км на північ від Бухареста, 41 км на південний захід від Бакеу, 123 км на південний захід від Ясс, 149 км на північний захід від Галаца, 102 км на північний схід від Брашова.

## Населення
За даними перепису населення 2002 року у селі проживали 874 особи, усі — румуни. Усі жителі села рідною мовою назвали румунську.